# Lúky pod Besníkom
Lúky pod Besníkom je chráněný areál v oblasti Muráňská planina.
Nachází se v katastrálním území obce Telgárt v okrese Brezno v Banskobystrickém kraji. Území bylo vyhlášeno či novelizováno v roce 2010 na rozloze 83,8267 ha. Ochranné pásmo nebylo stanoveno.